# Посольство Болгарії в Україні
Посольство Республіки Болгарія в Києві — офіційне дипломатичне представництво Республіки Болгарії в Україні, відповідає за розвиток та підтримання відносин між Болгарією та Україною.

## Історія посольства
У 1918 році Болгарія визнала незалежність Української Народної Республіки. Першим послом став Шишманов Іван Димитров, окрім посла, в першому посольстві Болгарії працювали також перший секретар посольства Тихон Баламезов та військовий аташе ротмістр Георгій Сариілієв. Станом на листопад 1918 р. до них приєдналися: представник Дирекції з постачання і планування Димитр Влахов, рахівник Димитр Відінлієв, аташарани (охоронці-солдати) Г. Папазов, Г. Димитров, Л. Георгієв і К. Колєв. Болгарська місія спочатку поселилася в готелі «Франсуа», а з липня — в готелі «Континенталь». В Одесі також перебував голова комісії тилового управління полковник Хітров, в Україну прибули також Дрнчо Іванов і Командиров — голова дирекції з питань продовольства.
Після відновлення незалежності Україною 24 серпня 1991 року Болгарія визнала Україну 5 грудня 1991 року. 13 грудня 1991 року між Україною та Болгарією було встановлено дипломатичні відносини.

## Посли Болгарії в Україні
1. Шишманов Іван Димитров (1918—1919)
2. Петр Цвєтанов Іванов (1991) т.п.
3. Дімітар Церов (1992) т.п.
4. Марков Петр Кристєв (1992—1998)
5. Димитров Александр (1998—2002)
6. Ангел Ніколаєв Ганев (2002—2007)
7. Дімітар Цвєтков Владіміров (2007—2012)
8. Красімір Неделчев Мінчев (2012—2018)[4][5]
9. Стояна Русінова (2018—2019) т.п.
10. Костадін Ташев Коджабашев (2019—2022)[6].
11. Теодор Савов (2022-2023), т.п.
12. Ванчев Герман Дімчев (2023-2024), т.п.
13. Микола Нанков Ненчев (з 2024)[7]

## Консульства Болгарії в Україні

### Генеральне консульство Болгарії в Києві
1. Петар Нейков (1918)[8]
2. Димитар Влахов (1918)
3. Кристю Євтимов (1971—1974)[9][10]
4. Іван Радонов (1974—1977)[11][12]
5. Недялко Минков (1977—1981)
6. Александар Тонєв (1981—1985)
7. Цвєтан Ночев (1985—1989)
8. Іван Ружев (1989—1992)

### Генеральне Консульство Болгарії в Одесі

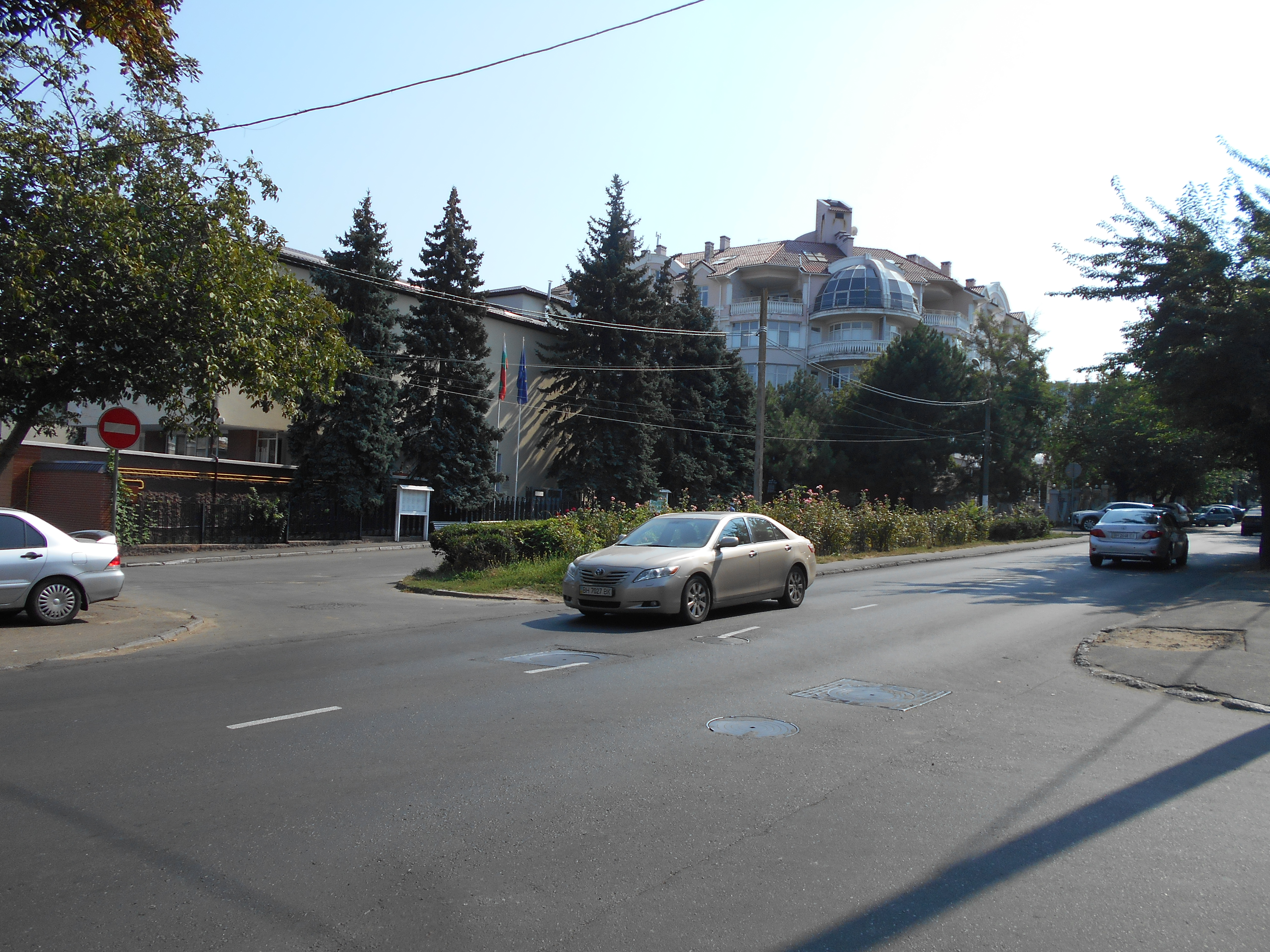
Генеральне консульство Болгарії в Одесі

1 жовтня 1905 року Болгарія відкрила в Одесі своє комерційне агентство. Комерційним агентом був призначений Борис Кісімов. Після проголошення незалежності Болгарії листом від 20 лютого 1910 року міністерство закордонних справ наказало болгарському повноважному міністру в Санкт-Петербурзі Димитру Цокову вжити необхідних заходів для перейменування торгового агентства в Одесі на консульство. У листі від 8 червня 1910 р. Д. Цоков повідомляв про отримання згоди. Після Бориса Кісімова генеральним консулом Болгарії в Одесі з 06.05.1915 р. по 22 вересня 1915 року був Димитар Влахов. Під час Першої світової війни опікуном архівів і майна консульства залишався драгоман Димитр Янакієв.
Міністерство закордонних справ Народної Республіки Болгарія нотою № 55116 від 12.08.1965 р. пропонує уряду Радянського Союзу на підставі ст. 1 Консульської конвенції від 12.12.1957 р. про відкриття Генерального консульства Болгарії в Одесі. Нотою № 25 від 23.09.1965 р. посольство СРСР у Софії оголосило про згоду радянського уряду. НРБ відкрила своє генеральне консульство в Одесі, а Стефан Ралев був призначений генеральним консулом 4 січня 1966 року. З 1971 року Генеральне консульство в Одесі було перетворено на консульство, а з 1977 року знову на генеральне консульство.
Після проголошення незалежності України діяльність Генерального консульства в Одесі регулюється Протоколом про встановлення консульських відносин між Республікою Болгарія та Україною, підписаним у Софії 13 грудня 1991 року, та Консульською конвенцією між Республіка Болгарія та Україна, підписана в Софії 24 липня 1996 року, чинна з 2 квітня 1999 року.
- 65062, Україна, м. Одеса, вул. Посмітного, 9
- Генеральний консул

1. Борис Кісімов (01.10.1905-08.06.1910), торг.агент[13]
2. Борис Кісімов (08.06.1910-5.06.1915), ген.консул
3. Димитар Влахов (5.06.1915-22.09.1915), ген.консул
4. Стефан Ралев (04.01.1966-30.09.1971), ген.консул
5. Борис Мілев (30.09.1971-27.02.1974), консул
6. Нікола Тренков (27.02.1974-31.01.1977), консул
7. Нікола Тренков (31.01.1977-27.09.1978), ген.консул
8. Міхаїл Міхайлов (27.09.1978-1985), ген.консул
9. Нікола Тренков (1985—1992), ген.консул
10. Руска Джамджиєва (1992—1996), ген.консул
11. Тодор Костадинов (1996—2000), ген.консул
12. Костянтин Хаджипанзов (2000—2004), ген.консул[14][15]
13. Дімітар Тучков (02.2004-07.2007), ген.консул
14. Георгій Проданов (07.2007-07.2011), ген.консул[16][17][18]
15. Стоян Горчівкін (09.2011-04.2015), ген.консул
16. Дімітар Тучков (2015—2020), ген.консул
17. Светослав Ніколов Іванов (2020-), ген.консул

### Канцелярія посольства Болгарії в Донецьку
- м. Донецьк, вул. 50 років СРСР, 149

### Почесне консульство Болгарії в Донецькій, Запорізькій та Луганській областях
- 69017, м. Запоріжжя, ост. Хортиця, 55